# Zaccanopoli
Zaccanopoli – miejscowość i gmina we Włoszech, w regionie Kalabria, w prowincji Vibo Valentia.
Według danych na rok 2004 gminę zamieszkiwały 892 osoby, 148,7 os./km².